# Dasychira modesta
Dasychira modesta är en fjärilsart som beskrevs av Kirby 1892. Dasychira modesta ingår i släktet Dasychira och familjen tofsspinnare. Inga underarter finns listade i Catalogue of Life.